# Animal Crossing: Wild World
Animal Crossing: Wild World is een spel voor de Nintendo DS spelcomputer, waarin de speler zijn of haar eigen leven kan opbouwen in een dorp. Het spel is de opvolger van Animal Crossing uit 2001 voor de Nintendo GameCube. Wild World werd in Noord-Amerika uitgebracht in december 2005, en de publicatiedatum voor Europa was 31 maart 2006.

## Spel
Het doel van het spel is het hebben van sociale contacten met de andere bewoners die in de stad leven. Dit kan door gewoon te praten, maar ook door brieven te sturen. Geld, in het spel de munteenheid bells, is ook van belang. Voornamelijk om het huis af te betalen, waardoor men een groter huis heeft en het kopen van spullen waarmee huis ingericht kan worden. Hierdoor wordt het huis mooier en krijgt men er meer punten voor bij The Happy Room Academy. Dit is een groep die bepaalt hoe mooi het huis is, door het geven van punten op basis van de meubels. Dit wordt eens per week meegedeeld via de post.
"Animal Crossing: Wild World" is een van de spellen die gebruikmaakt van Nintendo Wi-Fi Connection. Hierdoor kan men met een draadloze internetverbinding of een Nintendo USB Connector die in de USB-poort gestoken kan worden en dezelfde functie heeft, contact maken met iedereen via internet die ook een friendcode heeft. Deze code is er om te zorgen dat niet iedereen het dorp in kan.
Dankzij de ingebouwde klok en kalender van de DS vinden op gezette tijden speciale evenementen plaats in het spel, zoals Nieuwjaarsdag en koopzondagen, er zijn gewone wedstrijden zoals het vangen van de grootste vis en er zijn zelfs verjaardagen van de bewoners.

## Ontvangst
"Wild World" werd eind 2005 door de website gamespot.com genomineerd voor beste spel, maar werd uiteindelijk verslagen door Mario Kart DS. In Japan brak het spel alle verkooprecords, met meer dan 325 duizend verkochte exemplaren in de eerste week.
| Beoordeeld door   | Jaar | Score |
| ----------------- | ---- | ----- |
| Thunderbolt Games | 2005 | 100%  |
| GameSpy           | 2006 | 90%   |
| Gamezine          | 2006 | 85%   |
| GameZone          | 2006 | 85%   |
| 3DAvenue          | 2006 | 80%   |
| Jeuxvideo.com     | 2006 | 80%   |
| The Next Level    | 2006 | 80%   |
| Top Consoles      | 2006 | 80%   |
| 4Players.de       | 2006 | 78%   |
| Game Revolution   | 2005 | 75%   |

## Trivia
- Het spel is opgenomen in het boek 1001 Video Games You Must Play Before You Die van Tony Mott.